# Ahuexotitlán
Ahuexotitlán es una localidad del estado mexicano de Guerrero. Es parte del municipio de Chilapa de Álvarez.

## Toponimia
El nombre «Ahuexotitlán» proviene de los términos en náhuatl: ahuexotl, sauco acuático; titlan, junto a. Su significado es «entre el saucedal».

## Demografía
| Gráfica de evolución demográfica |
|                                  |

| Censo | Población |
| ----- | --------- |
| 1900  | 408       |
| 1910  | 218       |
| 1921  | 318       |
| 1930  | 378       |
| 1940  | 492       |
| 1950  | 571       |
| 1960  | 537       |
| 1970  | 474       |
| 1980  | 800       |
| 1990  | 1 024     |
| 2000  | 896       |
| 2010  | 1 122     |
| 2020  | 1 062     |